# امیکرون² قنطورس
امیکرون² قنطورس یک ستاره است که در صورت فلکی قنطورس قرار دارد.